# Asclepíades de Mirlea
Asclepíades de Mirlea o en griego antiguo original Ἀσκληπιάδης ὁ Μυρλεανός fue un gramático, historiador y astrónomo griego nacido en Mirlea (Bitinia) y que vivió en los ss. II-I a. C. Era hijo de Diótimo y discípulo de  Apolonio de Rodas. En tiempos de Pompeyo el Grande enseñaba gramática en Roma. Vivió una temporada en España enseñando gramática en la Turdetania.

## Obra
Sólo se conservan fragmentos de lo que al parecer fue una extensa obra en griego, de la que al parecer proceden algunas de las informaciones sobre Bitinia y mitos turdetanos recogidas por el historiador griego Pompeyo Trogo.
Como gramático escribió varios tratados sobre gramática y gramáticos, tratados exegéticos sobre Homero y una monografía sobre la Copa de Néstor.
Como astrónomo escribió varias obras (hoy perdidas) sobre Arato, Teócrito, y una monografía sobre las Pléyades.
Según Estrabón residió una temporada en Hispania y dejó una relación de sus tribus que utilizó el célebre geógrafo griego. Es mencionado también como autor de una Historia de Bitinia, de al menos 10 libros. Generalmente es considerado autor de una historia de Alejandro Magno mencionada por Flavio Arriano. Como Suidas le sitúa cien años antes, se ha supuesto que podían haber existido dos Asclepíades de Mirlea, uno sería el abuelo, y el otro, el hijo o el nieto. Ateneo de Naucratis cree que Asclepíades, un escritor griego, hijo de Areo, que escribió una obra sobre Demetrio de Falero, podría ser el mismo personaje.